# Романовщина (Ленинградская область)
Романовщина — деревня в Черновском сельском поселении Сланцевском районе Ленинградской области.

## История
По состоянию на 1 августа 1965 года деревня Романовщина входила в состав Черновского сельсовета Кингисеппского района.
По данным 1973 и 1990 годов деревня Романовщина входила в состав Черновского сельсовета Сланцевского района.
В 1997 году в деревне Романовщина Черновской волости постоянного населения не было, в 2002 году — проживал 1 человек (русский).
В 2007 и 2010 годах в деревне Романовщина Черновского СП постоянного населения не было.

## География
Деревня расположена в северной части района к северу от автодороги 41К-005 (Псков — Краколье).
Расстояние до административного центра поселения — 8 км.
Расстояние до ближайшей железнодорожной станции Вервёнка — 8 км.
Деревня находится на восточном берегу Нарвского водохранилища.

## Демография
| 2007 | 2010 | 2017 |
| ---- | ---- | ---- |
| 0    | →0   | →0   |